# Francisc, Duce de Cádiz
Francisc al Spaniei (n. 13 mai 1822, Aranjuez, Spania – d. 17 aprilie 1902, Épinay, Seine, Franța) a fost rege-consort al Spaniei ca soț al reginei Isabela a II–a a Spaniei. Titlul său a fost Duce de Cádiz.
1. ↑   https://datos.gob.es/es/catalogo/e00123904-autores-espanoles-en-dominio-publico-fallecidos-desde-1900 Lipsește sau este vid: |title= (ajutor)